# Il bersaglio (Silva)
Il bersaglio è un romanzo di spionaggio di Daniel Silva, il secondo dei due con protagonista l'agente della CIA Michael Osbourne. È il seguito di October.

## Trama
L'ex agente Michael Osbourne viene riassunto dalla CIA per proteggere il suocero, inviato come nuovo ambasciatore americano nel Regno Unito nel tentativo di promuovere il difficoltoso processo di pace tra protestanti e cattolici dell'Irlanda del Nord, che rischia di deragliare dopo tre sanguinosi attentati perpetrati dal gruppo terroristico Ulster Freedom Brigade. 
Michael dovrà affrontare ancora una volta il temibile killer professionista October, con il quale ha un conto in sospeso.